# Schiavoni (Volksgruppe)

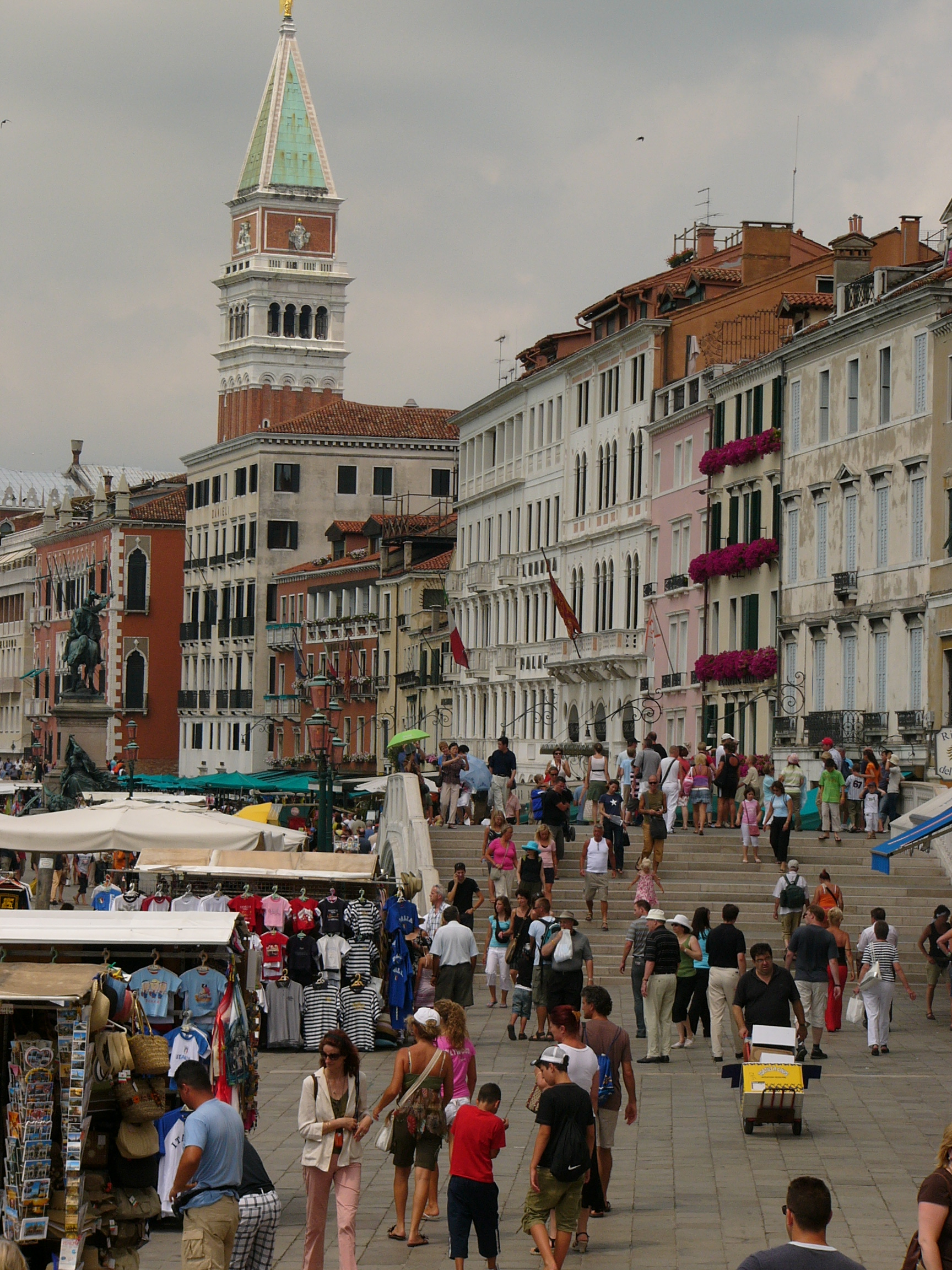
Die Riva degli Schiavoni in Venedig

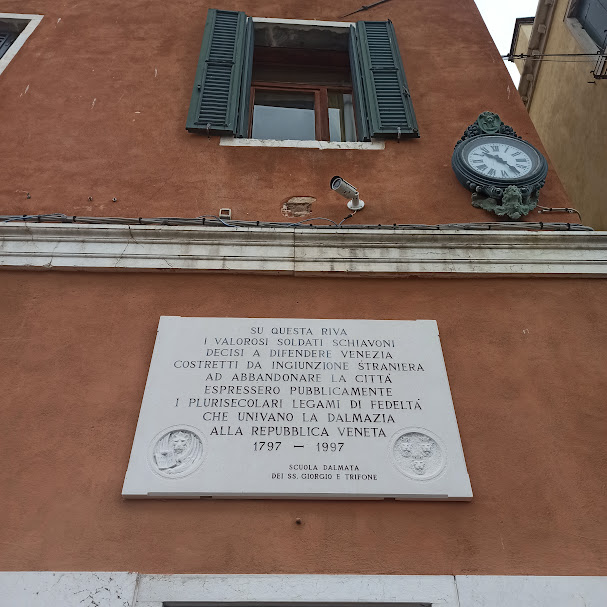

Als Schiavoni (italienisch „schiavone“, deutsch „Slawe“) wurden zu Zeiten der Republik Venedig Menschen slawischer Abstammung bezeichnet, die aus den damals zu Venedig gehörenden Landesteilen Istrien und Dalmatien stammten. Viele dieser Menschen waren versierte Handwerker, die zum Städtebau, Schiffbau, als Soldaten usw. hinzugezogen wurden. Folglich war Venedig auch östlichen Einflüssen unterworfen. Als Beispiel hierfür gelten etwa der Markusdom oder die orientalischen Tudor-Fenster an den Palästen. Viele dalmatinisch-stämmige Familien trugen den Beinamen Schiavone in ihrem Familiennamen. Die Riva degli Schiavoni in Venedig trägt diesen Namen, weil die Slawen dort einst mit ihren Waren anlegten. Ein berühmter Kroate, der u. a. in Venedig lebte, war der Universalgelehrte Fausto Veranzio (kroat. Faust Vrančić).
Enthalten ist das venezianische Ethnonym auch im Gebäudenamen der Scuola di San Giorgio degli Schiavoni in Venedig, dem ehemaligen Sitz der Bruderschaft der Dalmatiner in der Republik Venedig im 16. Jahrhundert. Daneben existiert seit 1566 die römisch-katholische Titelkirche „San Girolamo dei Croati“ (Heiliger Hieronymus der Kroaten) in Rom, die neben San Girolamo degli Illirici auch unter dem alten Namen San Girolamo degli Schiavoni bekannt ist. Den Titel des Kardinalpriesters trägt heute stets der Erzbischof von Zagreb (siehe Liste der Kardinalpriester von San Girolamo dei Croati). Ebenso erscheint die Bezeichnung im Namen der italienischen Gemeinden San Giacomo degli Schiavoni in der Provinz Campobasso in der Region Molise und Ginestra degli Schiavoni in der Region Kampanien in der Provinz Benevento.